# Diuris abbreviata
Diuris abbreviata är en orkidéart som beskrevs av Ferdinand von Mueller och George Bentham. Diuris abbreviata ingår i släktet Diuris och familjen orkidéer. Inga underarter finns listade i Catalogue of Life.